# Sultan Haji Hassanal Bolkiah Masjid
Die Sultan Haji Hassanal Bolkiah Masjid in Cotabato City ist die größte Moschee auf den Philippinen. Sie wurde mit finanzieller Unterstützung von Hassanal Bolkiah, des Sultans von Brunei, gebaut und trägt auch seinen Namen. 5000 Quadratmeter Fläche hat die Moschee. Die Baukosten betrugen etwa 48 Millionen US-Dollar, wovon 53 % von Sultan Bolkiah beigesteuert wurden. Insgesamt finden etwa 1200 Gläubige Platz.